# ハイコウカリス
ハイコウカリス（Haikoucaris）は、約5億年前のカンブリア紀に生息したメガケイラ類の化石節足動物の一属。3本の爪がある大付属肢をもつ、中国の澄江動物群で見つかった Haikoucaris ercaiensis という1種のみによって知られる。

## 名称
学名「Haikoucaris」は、発見地（中国雲南省昆明市）の付近にある西山区の町「海口」のピンイン「haikou」と、ラテン語の「caris」（カニもしくはエビの意、水生節足動物の学名に常用される接尾辞）の合成語である。模式種（タイプ種）の種小名「ercaiensis」は発見地付近にある村 Ercai Village に因んで名付けられた。

## 形態

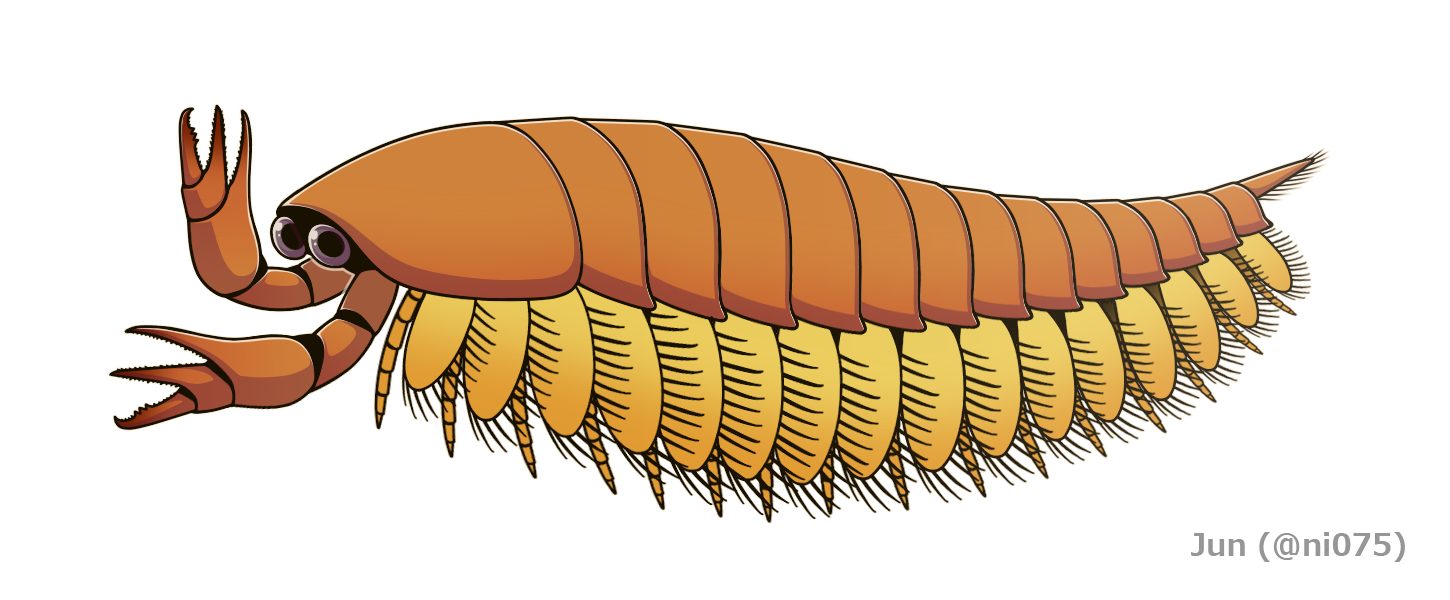
Haikoucaris ercaiensis の全身復元図
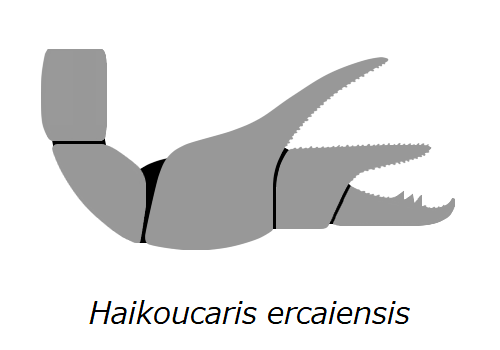
同種の大付属肢

体長約4cm、前後で頭部（head）と13節の胴部（trunk）に分かれている。
頭部の背面は1枚の背甲（carapace）に覆われ、半円形で両後端は丸みを帯びて尖らない。前端の腹側には1対の眼と、その直後から張り出した1対の大付属肢（great appendage）がある。約1cmの大付属肢は5節を含め、そのうち基部2節は柄部で、残り3節は噛み合わせた3本の爪となり、縁に鋸歯が生えている。大付属肢の直後に3対の付属肢があるが、詳細ははっきりしておらず、おそらく胴部のものに同形であったと考えられる。
胴部は13節の胴節からなり、各胴節は背腹に両後端が丸みを帯びた背板（tergite）と1対の付属肢をもつ。胴部の付属肢はレアンコイリアに似たとされ、頑丈な原節（basipod）、縁に剛毛がある鰭状の外肢（exopod）とおそらく7節に分かれた歩脚状の内肢（endopod）でできた二叉型付属肢である。胴部の後端にある尾節（telson）は不明だが、レアンコイリアに類する短い棘状であったと推測される。

## 生態
ハイコウカリスは海底に生息し、捕獲用の大付属肢で獲物を摂る捕食者であったと考えられる。スレンダーな体型と発達した外肢により、ハイコウカリスは遊泳性であったと推測される。

## 分類

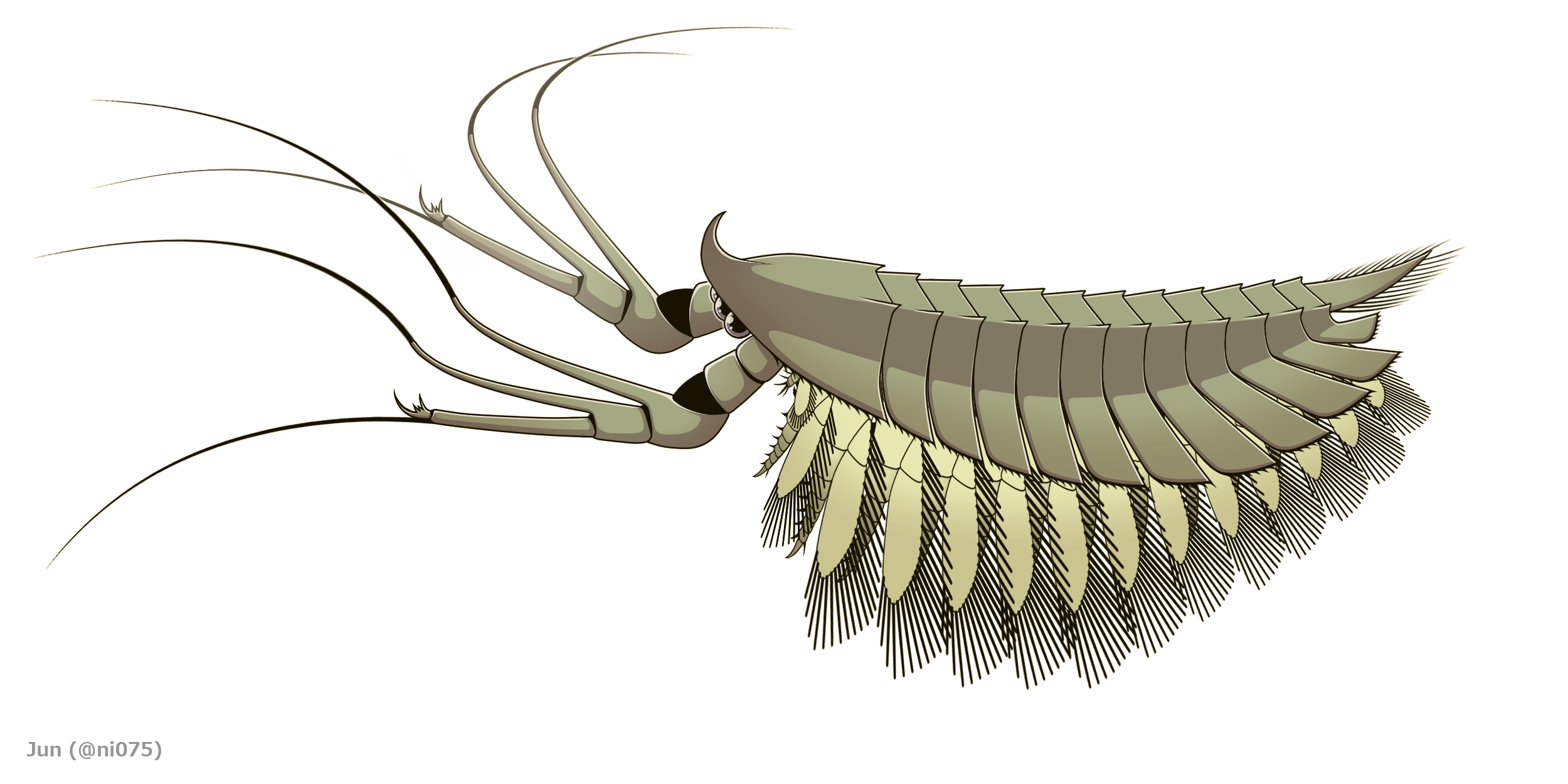
レアンコイリア科のレアンコイリア

メガケイラ類の中で、ハイコウカリスはレアンコイリア科（レアンコイリア、ヤウニク、アラルコメナエウスなどの系統群）に近縁である説が比較的に広く認められる。2000年代から2010年代初期では、鋏角に近い性質をもつとされる大付属肢に基づいて、本属は他のメガケイラ類より鋏角類に近縁とされてきたが、これは系統解析に支持される見解ではない。
ハイコウカリス（ハイコウカリス属 Haikoucaris）は模式種（タイプ種）である Haikoucaris ercaiensis のみによって知られ、中国雲南省の Maotianshan Shales（澄江動物群、約5億1,800万年前）のみから発見される。